# 莫納斯特爾希納
莫纳斯特尔希纳（羅馬化：Monastyrshchina）是俄罗斯斯摩棱斯克州的市级镇，为该州莫纳斯特尔希纳区行政中心及规模最大聚居地。地处斯摩棱斯克州西部，位于第聂伯河流域索日河一支流维赫拉河畔，在州府斯摩棱斯克西南方。附近的火车站有东偏北方的波奇诺克站。
13世纪至14世纪首见于文献，1965年设市级镇。该地2022年人口有3,432人；2010年人口4,065；2002年人口4,622；1989年人口5,166。